# 林資
林資（1450年—？），字性初，浙江嘉興府秀水縣人，民籍，明朝政治人物。進士出身。

## 生平
早年出身國子生，成化七年（1471年）辛卯科浙江鄉試第四十一名。成化十一年（1475年）乙未科會試第二百名，殿試登進士第三甲第一百七十六名。

## 家族
曾祖父林德潤，曾任封兵部主事。祖父林茂，曾任知府。父亲林節。